# Співвідношення сигнал/шум
Співвідношення сигнал/шум (ССШ або ВСШ, англ. SNR або S/N, Signal-to-noise ratio) — міра, що застосовується в науці та інженерії для визначення наскільки сильно сигнал спотворений шумом. Визначається як відношення потужності корисного сигналу до потужності шуму. Співвідношення понад 1:1 вказує, що сигнал більший за шум. Хоча SNR переважно стосується електричних сигналів, він може бути застосований до будь-яких видів сигналу (наприклад, для біохімічного сигналізування між клітинами).
Іншими словами, співвідношення сигнал/шум порівнює рівень бажаного сигналу (для прикладу, музики) та рівень фонового шуму. Чим більше SNR тим менш помітний фоновий шум.
«Співвідношення сигнал/шум» має і неформальне застосування, наприклад, стосовно оцінки співвідношення корисної інформації до фальшивої або недоречної в розмовах. Для прикладу, в онлайн дискусійних форумах та інших онлайн пунктах, повідомлення поза темою (офтопік) та спам розглядаються як «шум», який втручається в «сигнал» дискусії.

## Визначення
Співвідношення сигнал/шум визначається як відношення потужності сигналу (значимої інформації) до потужності фонового шуму (небажаного сигналу).
{\displaystyle \mathrm {SNR} ={\frac {P_{\mathrm {signal} }}{P_{\mathrm {noise} }}},}
де P середня потужність. Сигнал і шум обидва повинні бути виміряні в тій же або еквівалентній точці в системі, в межах однієї і тої ж смуги пропускання системи.
SNR також може бути обчислений як квадрат відношення амплітуд:
{\displaystyle \mathrm {SNR} ={\frac {P_{\mathrm {signal} }}{P_{\mathrm {noise} }}}=\left({\frac {A_{\mathrm {signal} }}{A_{\mathrm {noise} }}}\right)^{2},}
де A — середньоквадратичне значення амплітуди. Зазвичай беруть СКЗ напруги. Через те, що багато сигналів мають дуже широкий динамічний діапазон, SNR часто виражається використовуючи логарифмічну децибельну шкалу. В децибелах, співвідношення визначається так:
{\displaystyle \mathrm {SNR_{dB}} =10\log _{10}\left({\frac {P_{\mathrm {signal} }}{P_{\mathrm {noise} }}}\right)={P_{\mathrm {signal,dB} }-P_{\mathrm {noise,dB} }},}
використовуючи амплітудне відношення:
{\displaystyle \mathrm {SNR_{dB}} =10\log _{10}\left({\frac {A_{\mathrm {signal} }}{A_{\mathrm {noise} }}}\right)^{2}=20\log _{10}\left({\frac {A_{\mathrm {signal} }}{A_{\mathrm {noise} }}}\right).}
Концепція співвідношення сигнал/шум та динамічного діапазону споріднені. Динамічний діапазон вимірює відношення між сильнішим неспотвореним сигналом в каналі і мінімальним розрізнюваним сигналом, що для більшості випадків є рівнем шуму. SNR вимірює співвідношення між умовним сигналом (не обов'язково найпотужнішим) і шумом. Вимірювання SNR вимагає вибору репрезентативного або базового(опорного) сигналу. В аудіо інженерії базовий сигнал є зазвичай синусоїдальною хвилею на стандартизованому номінальному або умовному рівні, наприклад 1kHz на +4 дБ (1.228 VRMS)
Як видно з формул SNR по суті є наскільки можливо середньою величиною і дещо відрізнятиметься від миттєвих відношень сигналу до шуму взятих окремо.

## Альтернативне визначення
Альтернативно SNR визначають як протилежне (обернене) коефіцієнту варіації, тобто як співвідношення математичного очікування до стандартного відхилення сигналу або вимірювання:

{\displaystyle \mathrm {SNR} ={\frac {\mu }{\sigma }},}
де {\displaystyle \mu } — середнє арифметичне сигналу або математичне сподівання і {\displaystyle \sigma } — стандартне відхилення шуму. Конкретний метод застосовуються в залежності від області застосування. Наприклад, якщо параметри сигналу є відомими сталими, тоді {\displaystyle \sigma } може бути обчислене використовуючи стандартне відхилення сигналу. Якщо параметри сигналу не є сталими, тоді {\displaystyle \sigma } може бути обчислене з даних де сигнал є нульовим або відносно постійним. Зауважимо, що таке альтернативне визначення є корисним лише для змінних, що є завжди додатними (наприклад, кількість фотонів і яскравість). Тому зазвичай застосовується в обробці зображень, де SNR зображення зазвичай розраховується як відношення середнього значення пікселя до стандартного відхилення значень сусідніх пікселів.
Критерій Роуза (на честь Альберта Роуза, англ. Albert Rose) стверджує, що SNR повинно бути щонайменше рівне 5, для розпізнавання особливостей зображення із 100 % впевненістю. SNR менше за 5 означає меншу за 100 % точність ідентифікації деталей зображення.
Також існує ще кілька специфічних альтернативних визначень SNR, що характеризують чутливість зображувальної системи (imaging systems) — signal to noise ratio (imaging). Подібним чином також вимірюється співвідношення контрастність/шум — «contrast-to-noise ratio».

## Основні причини низьких шумових характеристик
- неузгодженість лінії передачі сигналу.
- тепловий шум в компонентах системи.
- недостатня розрядність АЦП.
- резонансні явища.
- паразитні зв'язки.
- Самозбудження системи.
- Нелінійність передатних характеристик.

## Практичне покращення SNR

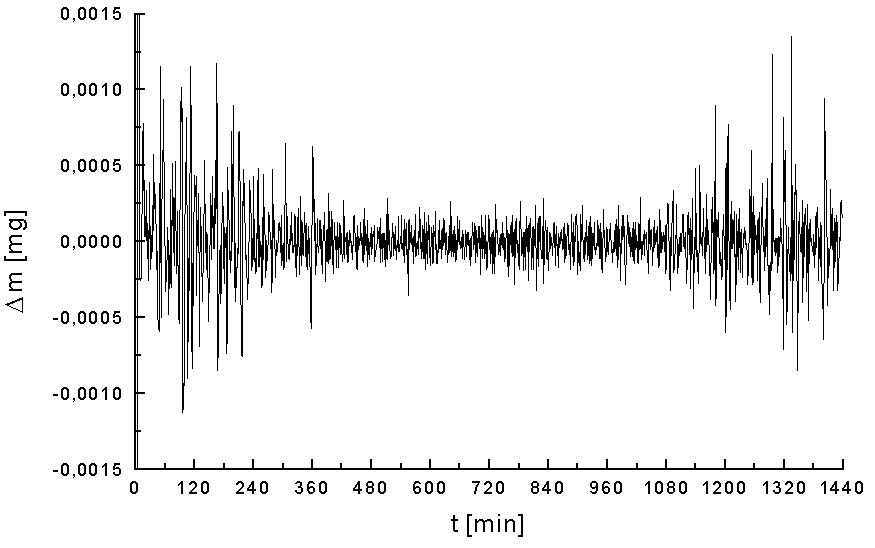
Запис шуму під час Термогравіметричного аналізу пристроєм слабо ізольованого з механічної точки зору; середина кривої відображає менший шум викликаний незначною навколишньою активністю людей вночі.

Реальний процес вимірювання завжди піддається впливу шуму. Передусім це електричний шум, але також шум породжують зовнішні події, що викликають вимірювальні явища — вітер, вібрація, гравітаційне притягання місяця, коливання температури, коливання вологості тощо, в залежності від того що вимірювалось і чутливості пристрою. Є можливим зменшення шуму контролюючи середовище. По іншому, якщо характеристики шуму є відомими і відрізняються від сигналу, тоді можливо відфільтрувати його або обробити сигнал. Якщо сигнал є постійним або періодичним, а шум випадковим, можливо збільшити SNR провівши усереднення вимірювання.
Найчастіше покращення шумових характеристик системи можна добитися правильним узгодженням входів і виходів її складових частин. Тоді паразитна ЕРС перешкоди, включена послідовно з високим внутрішнім опором джерела шуму буде подавлена.
Якщо спектр корисного сигналу відрізняється від спектру шуму, покращити відношення сигнал/шум можна обмеживши смуги пропускання системи.
Шум квантування усувається підвищенням розрядності АЦП.
Для покращення шумових характеристик складних комплексів застосовують методи електромагнітної сумісності.

## Вимірювання
В аудіотехніці відношення сигнал/шум визначається шляхом вимірювання напруги шуму і сигналу на виході підсилювача або іншого звуковідтворювального пристрою середньоквадратичним мілівольтметром або аналізатором спектру. Сучасні підсилювачі і інша високоякісна апаратура має показники сигнал/шум близько 100—120 дБ.
В системах з більш високими вимогами використовують непрямі методи вимірювання відношення сигнал/шум, що реалізуються на спеціалізованій апаратурі.
Для оцінки рівня шуму в радіотрактах використовують результати вимірювання сигналу-носія. Відношення сигнал/шум зазвичай вимірюється на проміжній частоті і називається CNR (Carrier-to-noise ratio). Радіолінія повинна бути розрахована так, щоб перед демодулятором приймача з запасом забезпечувалося необхідне для даного типу модуляції відношення сигнал/шум (SNR).